# كيبنيكايس
كيبنيكايس، (التلفظ السويدي: ‎[kɛbnɛˈkâjsɛ]‏ ، من لغات السامي:Giebmegáisi أو "Giebnegáisi"، أو «كولدون كرست»)، هو أعلى جبل في السويد. مرتفعات كيبنيكايس، والتي هي جزء من سلسلسة الجبال الإسكندنافية، لديها قمتين رئيسيتين. كانت القمة الجنوبية الجليدية الأعلى بينهما حيث بلغ ارتفاعها 2120 متر (6960 قدم) فوق مستوى سطح البحر، ولكنها تقلصت بمقدار 24 متر خلال الخمسين سنة الماضية، الأمر الذي جعل القمة الجليدية الشمالية تصبح الأعلى، حيث بلغ ارتفاعها 2096.8 متر (6879 قدم). يقع كيبنيكايس في إقليم لابي السويدي، على بعد نحو 150 كيلومترا (93 ميل) إلى الشمال من الدائرة القطبية الشمالية، وغرب كيرونا بالقرب من مسلك كونغسلدن للتسلق بين أبيسكو وهيمافان.

## نبذة جغرافية
تقع سلسلة جبال كيبنيكايس ضمن مجموعة من الجبال الإسكندنافية التي تحدها الوديان الجليدية «لادجوفاجي» (بلغات السامي: Láddjuvággi)، تياكيافاغي (Čeakčavággi)، وفيستاسفاغي: (Visttasvággi). وتقع أعلى نقط منه على طول التلال (التي تسمى «فارغريغن» باللغة السويدية)، والتي تمتد من القمم الجنوبية والشمالية إلى كيبنيباكت، على ارتفاع 1990 متر (6530 قدم). ومن بين القمم الفرعية الأخرى: جيبمايتشوكا، وفيرانفاتوري، وتولباغورني 1662 متراً (5453 قدماً)، وغوبيركوهكا 1506 متر (4941 قدماً)، وسينيباكتي 1614 متراً (5295 قدماً).
واحدة من قمتيه، القمة الجنوبية، تقع على نهر جليدي يقع على هضبة صخرية. وقد تقلصت الأنهار الجليدية في السنوات الأخيرة، وبالتالي فإن القمة لم تعد بنفس الارتفاع السابق. كان يعرف أن القمة تبلغ 2111 متر (6926 قدم)، وأعلى بقليل في بعض القياسات السابقة، أي حوالي 2117 متر (6946 قدم). وإذا استمر الذوبان بنفس المعدل، فإن القم الجنوبية سوف تغرق تحت القمة الشمالية، (وهي أعلى نقطة ثابتة في السويد) في غضون بضع سنوات من الزمن ولكن حتى يوليو/تموز 2015، أفادت محطة تارفالا للأبحاث أن النهر الجليدي قد نما بمقدار 4.5 متر أي وصل إلى حوالي 2102 متر (15 إلى 6882 قدم)، بعد أن كان أدنى قياس له 2097 متر (6882 قدم) في العام السابق.
تتميز سلسلة الجبال هذه بالجليد الشديد، حيث يتجه كل من كيبنيباكتغلاسيرين، وإسفلسغلاسيرين، وستورغلاسيرين نحو وادي تارفالا إلى الشرق، وبيورينغز النهر الجليدي إلى الجنوب الشرقي، ورابوتس الجليدية إلى الغرب، بالإضافة إلى عدة أنهار جليدية أصغر في جميع أنحاء المنطقة.
في القارة الأوروبية، لا توجد جبال أعلى أكثر من ذلك في الشمال. خلال الطقس الصحو، يمكن رؤية مساحات شاسعة وممتدة من قمته، وفقاً لبعض المصادر، قد تصل إلى 10% من السويد.

## طرق التسلق
يقع منتجع كيبنيكايس الجبلي إلى الجنوب الشرقي عند سفح جبل كيبنيكايس، على بعد نحو 19 كيلومتراً (12 ميل)، وعلى بعد 6-7 (ساعات حركلة) من المسلك الرئيسي في قرية نيكالوكتا. وهي نقطة البداية للصعود إلى القمة الجنوبية عبر الطريق الغربي ("فاسترا ليدين"، حوالي 18 كيلومترا (11 ميي)، و 5-7 ساعات للوصول للقمة)، أو الطريق الشرقي ("أوسترا ليدين"، الذي يبعد حوالي 10 كيلومترات (6.2 ميل)، ومن 3-5 ساعات للوصول للقمة). الطريق الغربي يمر فوق منحدرات حجرية حادة و"فيارنفاري"، القمة التي تقع في الوسط. يعتبر أغلب هذا الطريق إلى القمة مكانا ممتازا للحركلة، ولكن هناك جزء مختصر مكشوف من الممكن أن يُعَد مكان جيدا لبعض أقسوى أنواع الحركلة وأخطرها. يمر الطريق الشرقي فوق الأنهار الجليدية والصخور ويعد مكانا لأقسى أنواع التسلق والحركلة أيضا. أما القسم الأشد قوة فهو مزود بكابلات فولاذية ثابتة للحماية، شبيهة "بالفيراتا"، التي تعني "المسارات الحديدية"، وهي مسالك تسلق خطرة للغاية منشرة في أوروبا. وهناك أيضا طريق ثالث تسمى "دورلينغ ليدز" أقل شهرة معلمة بكومة من الحجارة، حيث تفصل مسار "كونغيليدين" للحركلة، ببضعة كيلومترات، شمال سينجي، تمر حوالي كيلومترين داخل "سينجيفاجي"، ثم تتحول شمالا إلى الوادي بين "كيوبرتياكا" وسينيباكتي". في نهاية المطاف، اندمج "دورلينغ ليدز" مع الطريق الغربي في "كافيدالين"، (الممر بين "فيارنفاري" وكيبنيكايس). من مميزات هذا المسار هي عدم التعرض للمخاطر ومسافة صعود أقل، طبعا إذا تم استخدام "سينجيفاجي" كمخيم ليلي.
أسفل الهضبة العليا مباشرة يوجد كوخ صغير وقديم على ارتفاع 1880 متراً (6170 قدم). كان هناك كوخ كبير موجود تحت تلك الهضبة، بالقرب من الكوخ الأصغر، حتى سبتمبر/أيلول 2018، عندما تم هدمه من قبل إدارة المقاطعة لأنه صار رثا ومتداعيا. عام 2016، تم بالفعل افتتاح كوخ جديد فوق الهضبة، كبديل للقديم.
تعتبر القمة الجليدية صغيرة الحجم، بالكاد يبلغ ارتفاعها عشرات الامتار على هضبة صخرية. وللاقتراب حقا من القمة الجليدية، قد تكون هناك حاجة إلى معدات خاصة، وطبعا اعتمادا على ظروف الثلج. لابد من السير على القمة الجليدية بحذر شديد، وقد وقعت حوادث قاتلة بانزلاق الناس إلى الفراغ الضخم في الجانب الشرقي. وقد لا يكون هذا الخطر ظاهرا دائما، حتى عندما يكون هناك رؤية جيدة.
تتطلب الطرق المؤدية إلى القمة الشمالية، بما في ذلك مسار عبر المنطقة الضيقة الجليدية من القمة الجنوبية، معدات ومهارات لتسلق الجبال.
ونظراً للمناخ شبه القطبي هناك، يطل كيبنيكايس على الغالبية العظمى من المتسلقين أثناء أشهر الصيف (في أواخر يونيو/حزيران إلى أوائل سبتمبر/أيلول). ومع ذلك، فيعتبر هو أيضا وجهة ثابتة لرياضات التسلق الشتوية، ويتم تنظيم جولات التزلج من قبل مرشديم من المنتج الموجود هناك.

## تحطم الطائرة النرويجية
في 15 مارس/آذار 2012، تحطمت طائرة عسكرية من طراز لوكهيد مارتن «سي-130 هرقل» في الجانب الغربي من الجبال الثلجية على مسافة قصيرة تحت التلال التي تمتد بين أعلى قمتين في الجبل. توفي خمسة ضباط نرويجيين على عين المكان.

## معرض الصور

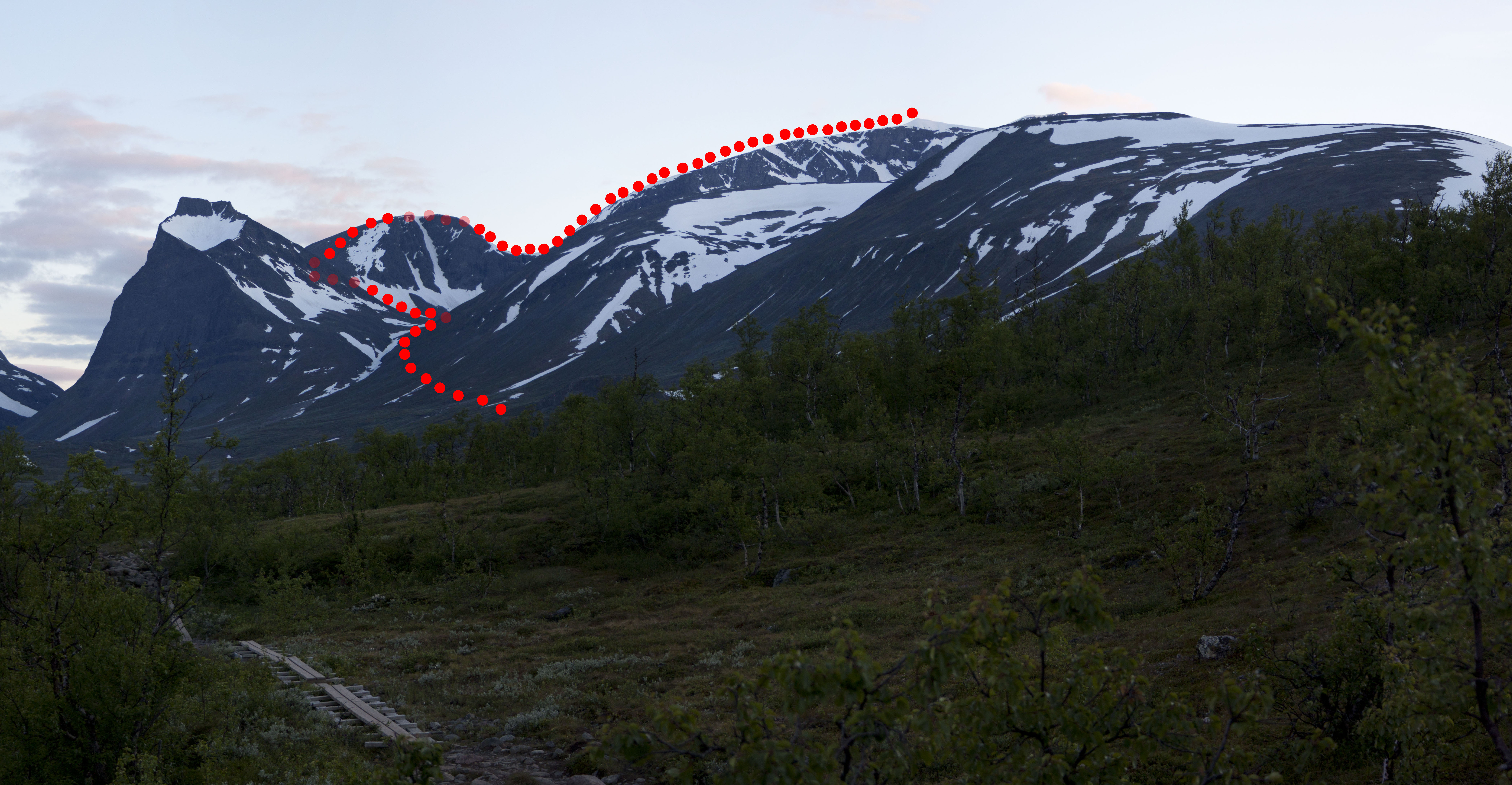
الطريق الغربي مميز بنقاط حمراء.
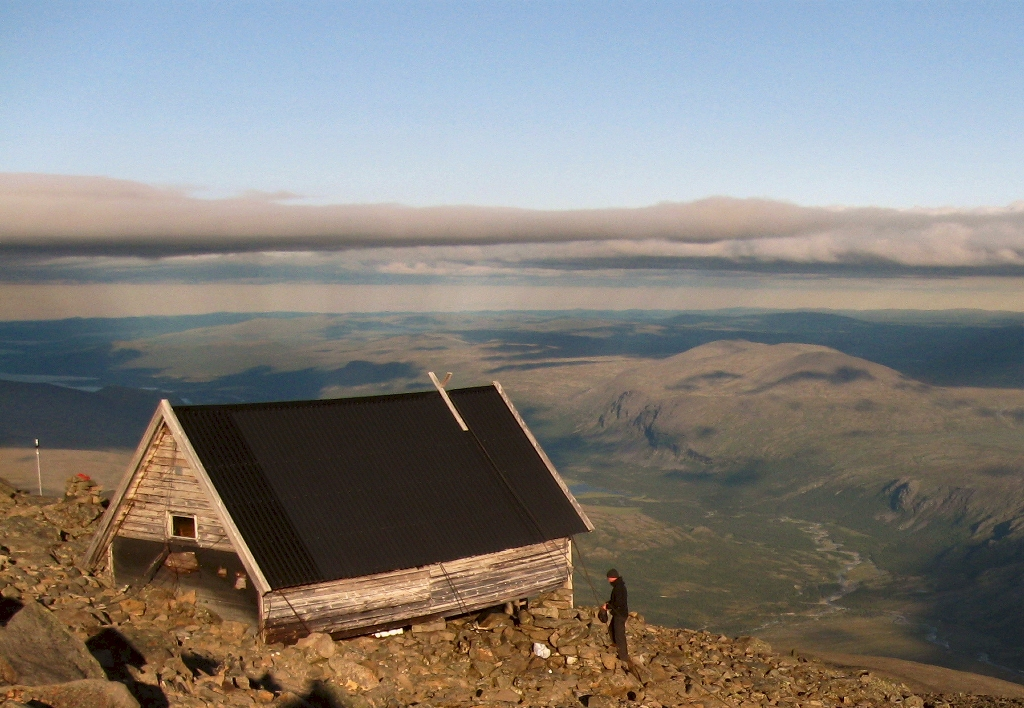
أقدم الكبائن بالقرب من القمة، يقف على ارتفاع 1880 مترًا، تم بناؤه عام 1924.
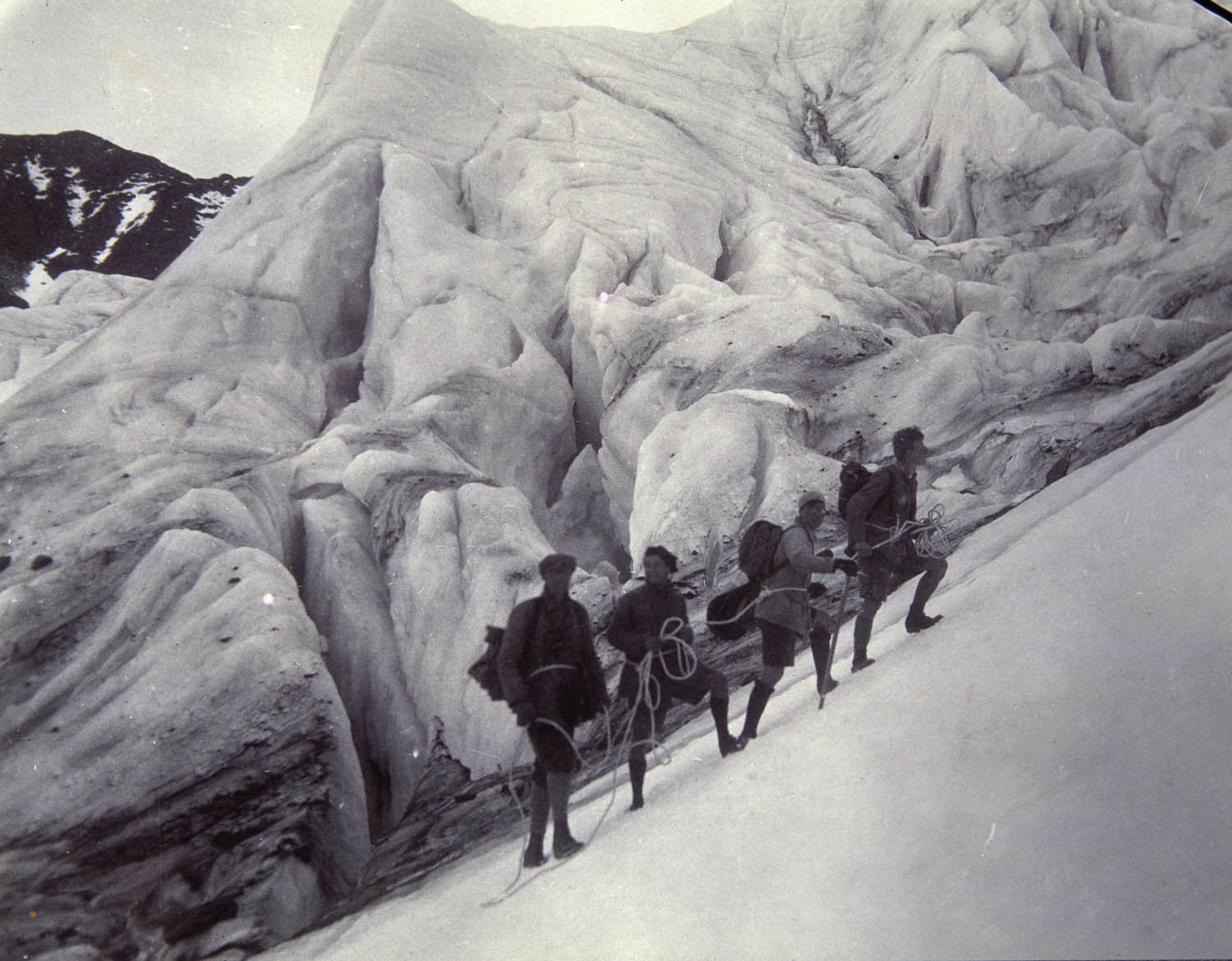
متسلقو الجبال في كيبنيكايس، أوائل القرن العشرين.
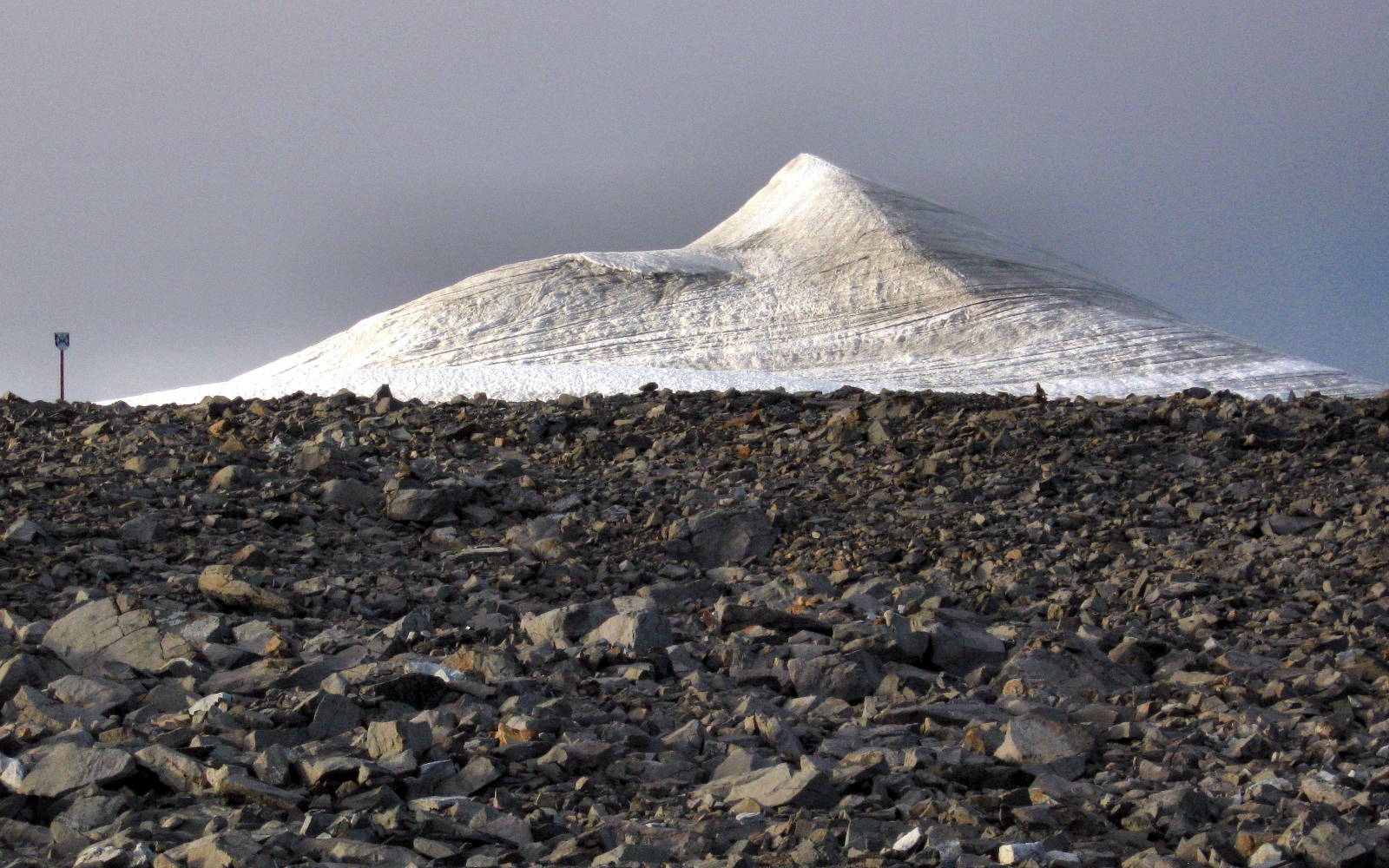
قمة الجبل الجليدي التي شوهدت من الممر، ترتفع من هضبة مسطحة تقريبًا.

## روابط خارجية
- معرض للصور على تصوير ماركو كلوبر
- تقارير جولات التزلج من الجبال السويدية، بما في ذلك كيبنيكايس (بالإنجليزية)